# Monster Allergy (série télévisée d'animation)
Pour la bande dessinée originale, voir Monster Allergy.
Monster Allergy est une série télévisée d'animation italo-franco-allemande en 52 épisodes de 24 minutes créée d'après la bande dessinée éponyme Monster Allergy de Alessandro Barbucci et Katja Centomo, diffusée en Italie à partir du 19 décembre 2005 sur Toon Disney puis en février 2006 sur Rai 2, en France à partir du 18 octobre 2006 sur M6 dans l'émission M6 Kid, en Allemagne à partir du 23 octobre 2006 sur KiKA, et aux États-Unis à partir du 23 septembre 2006 dans le bloc de programmation Kids' WB.

## Synopsis
Zick est un jeune garçon allergique aux... monstres ! Il peut les voir et les toucher. Il fait la rencontre d'Elena, sa nouvelle voisine, qui devient rapidement sa meilleure amie. Ensembles, ils vont apprendre à contrôler les surprenants pouvoirs de Zick, aidés par leurs chats et les monstres.
Zick est un jeune garçon allergique aux monstres. Il peut voir les fantômes et les monstres. Autrement dit, c'est un dompteur. C'est une personne qui a pour but d'éduquer des monstres, et dans le pire des cas, de les éliminer ou de les enfermer dans des boîtes de Dom.
Son pire ennemi est Magnacat. C'est également un monstre ou plus précisément un gorka. Ce sont des monstres qui ont été bannis de la cité suspendue pour toujours et qui cherchent à se venger. Qu'est-ce que la cité suspendue ? C'est la ville des monstres qui est accrochée aux gratte-ciel de Big Burg aussi appelée la Ville d'en-Haut ou Bibbur-Si. Seuls les dompteurs, ou les abriteurs(euse) ou les tuteurs peuvent la voir. On pense tous que les monstres sont des créatures méchantes, monstrueuses et affreuses, mais ils ne sont pas toujours comme ça ! Car il en existe des gentils et des drôles. Comme ceux qui squattent l'oasis de détention dans laquelle vit Zick et sa famille.
Beaucoup de monstres ont été bannis de la cité suspendue car ils avaient enfreint les lois. Timoty Mott et Jérémie Jott sont des tuteurs qui ont l'apparence de chats, mais ce sont aussi les grands surveillants et amis de Zick. Zick va faire la connaissance d'Elena, sa nouvelle voisine. Ils vont rapidement devenir amis. Avec l'aide de Timothy, Zick va découvrir le monde des monstres. Et Elena va pouvoir combattre les monstres sans même les voir, mais plus tard, grâce à Gretta, la mère de Zick, elle aura l'occasion de voir les monstres et de devenir une grande abriteuse...

## Personnages

### Classe de personnages
- Dompteur(euse)s : C'est une personne qui a pour but d'éduquer des monstres, et dans le pire des cas, de les éliminer ou les enfermer dans une dombox.
- Tuteur(trice)s : Ce sont ceux qui doivent éduquer les monstres bannis de la cité suspendues pour pouvoir les réinsérer. Ils sont aussi là pour montrer quelques ficelles du métier aux dompteurs.
- Abriteur(euse)s : Ce sont des humains qui ont été élus pour abriter les monstres et qui peuvent les voir.

## Distribution

### Voix originales
- Monica Ward : Ezechiele Zick, Elena Patata
- Oliviero Dinnelli : Timothy
- Ambrogio Colombo : Jeremy
- Pietro Ubaldi : Bombo, Theo Barrymore
- Andrea Ward : Zobedja Zick
- Alessandra Korompay : Greta Barrymore
- Massimo Di Benedetto : Teddy Thaur
- Claudio Moneta : Terence Thaur
- Giò Giò Rapattoni : Julie Patata
- Loredana Nicosia : Lay Mamery
- Caterina Rochira : Tessa Barrymore
- Lucio Saccone : Harvey Patata
- Roberto Draghetti : Magnacat

### Voix françaises
- Olivier Martret : Zick
- Caroline Combes : Elena
- Michel Elias : Timothy, Bombo, rôles tiers
- Nathalie Homs : Julie
- Marie Zidi : Greta
Version française
  - Studio de doublage : Karina Films[1]
  - Direction artistique : ?
  - Adaptation : ?

## Épisodes

### Première saison (2006-2008)
1. La maison des monstres : Elena Patate rencontre Zick, son voisin allergique. Son chat disparaît et les nouveaux amis partent sur les traces d’un mystérieux kidnappeur de chien
2. La plante gloutonne : Timothy, le chat tuteur de Zick introduit une plante gloutonne sous la maison d'Elena. Mais la plante grandit et s’attaque à l’ensemble du village…
3. Le chat dans la valise : Magnacat a fait capturer presque tous les chats de la ville. Parmi eux, Lardine, un tuteur, Timothy et FrouFrou le chat d’Elena…
4. Mon voisin le monstre : En pleine inauguration du parc de l'école, Zick doit combattre des Androgorkas pour leur rendre leur apparence humaine…
5. La cité des monstres : De plus en plus d’humains sont transformés en Androgorkas par Magnacat. Zick et Timothy décident de demander l’aide d’un chasseur de Gorkas…
6. Magnacat : Magnacat propose à Zick et au tuteur Timothy de rejoindre son clan mais Zick et Timothy refusent ce qui ne lui plait pas du tout…
7. Le repaire des pirates : La mère de Zick va peut-être devoir fermer sa boutique... Heureusement Elena a une solution.
8. Terreur en profondeur : Elena héberge malgré elle deux monstres qui se sont échappés de l’oasis de détention de Lardine. Zick devra tout faire pour les ramener à Oldmill...
9. Monstres en boîtes : Zick est abasourdi, il vient de rencontrer Teddy Thaur, un adolescent arrogant (selon Eléna) mais il fait partie du même monde que Zick !
10. Zick contre Zick : En regardant les monstres en boîte alignés sur les étagères, elle se fait hypnotiser par un des monstres capturés par Zick : Omniquod...
11. L'antique salle d'armes : Magnacat a réussi à s’échapper de l’estomac de Barbaruffa avant que le pirate ne se fasse capturer par Zick. Mais il est très affaibli...
12. Le village des sorcières : Zick vient de retrouver son père Zack, qu’il croyait perdu dans la jungle amazonienne. Zick est décidé à rendre à son père sa taille normale...
13. Mugalak
14. Réunion de famille
15. Les loups
16. Soirée pyjama
17. Le retour de Magnacat
18. L'inspecteur général
19. Le gratte-ciel hanté
20. Des chaussures pour Bombo
21. L'armée des squelettes
22. La porte secrète
23. Le dévoreur
24. Le dernier dompteur
25. La grande évasion
26. Le cor de Kong

### Deuxième saison (2008-2009)
1. Le seigneur des sorcières
2. Un monstre pour deux
3. Le réveil du dragon
4. Faites-moi confiance
5. Un royaume pour Bombolo
6. La chute de la maison Barrymore
7. La revanche de Moog
8. Les pirates de la licorne
9. Sueurs froides
10. L'île des rebelles
11. Lait et biscuits interdits !
12. Le cirque de Sinistro
13. Le tournoi des dompteurs
14. L'ennemi invisible
15. Panne générale
16. Le grand champion
17. La boîte de Pandore
18. La potion de la peur
19. La révolte des ombres
20. Les esprits de la forêt
21. Le puits sans fond
22. Le spectacle doit continuer !
23. Mon frère le vampire
24. Retour à la maison
25. La maison du marécage
26. La 101e porte